# سبايدر مان 2 (لعبة فيديو 2023)
سبايدر مان 2 (بالإنجليزية: Spider-Man 2 )‏ هي لعبة أكشن-مغامرات، من تطوير شركة إنسومنياك غيمز ونشر شركة سوني إنتراكتيف إنترتينمنت، تم الأعلان عن اللعبة في 9 سبتمبر 2021. صدرت على منصة بلاي ستيشن 5 في 20 أكتوبر 2023، حيث تدعم اللعبة اللغة العربية ودبلجة باللهجة المصرية.

## الاستقبال
| استقبال |        |
| --- | ------ |
| مجموع النقاط المجموع نقاط ميتاكريتيك 91/100 [ 7 ] نتائج المراجعة نشرة نقاط دستركتويد 9/10 [ 8 ] يورو غيمر [ 9 ] غيم إنفورمر 9.5/10 [ 10 ] غيم سبوت 8/10 [ 11 ] غيمز رادار [ 12 ] آي جي إن 8/10 [ 13 ] فيديو غيمر.كوم 10/10 [ 14 ] |        |
| مجموع النقاط |        |
| المجموع | نقاط   |
| ميتاكريتيك | 91/100 |
| نتائج المراجعة |        |
| نشرة | نقاط   |
| دستركتويد | 9/10   |
| يورو غيمر | [ 9 ]  |
| غيم إنفورمر | 9.5/10 |
| غيم سبوت | 8/10   |
| غيمز رادار | [ 12 ] |
| آي جي إن | 8/10   |
| فيديو غيمر.كوم | 10/10  |

تلقت اللعبة "إشادة عالمية" وفقًا لمجمع المراجعات ميتاكريتيك.

### مبيعات
باعت اللعبة أكثر من 2.5 مليون نسخة في أول 24 ساعة من الإصدار، مما يجعلها أسرع لعبة مبيعًا في تاريخ حصريات بلايستيشن، متجاوزة إله الحرب راجناروك (2022). اعتبارًا من 4 فبراير 2024، باعت اللعبة عشرة ملايين وحدة.

## روابط خارجية
سبايدر مان 2 على موقع IMDb (الإنجليزية)